# Democracia Agrario Laborista
Democracia Agrario Laborista (Nederlands: Democratische Agrarische Arbeiders, DAL) was een Chileense populistische politieke partij die van 1963 tot 1965 bestond.
De partij werd op 20 december 1963 opgericht door oud-leden van de Partido Agrario Laborista (Agrarische Arbeiderspartij), een partij die 1958 werd ontbonden en leden van de Nueva Izquierda Democrática (Nieuwe Linkse Democraten). De partij streefde naar sociale hervormingen en verbetering van de positie van de landarbeiders. In feite was het beleid dat de DAL voorstond een mengeling van populisme en sociaaldemocratie. Op 10 februari 1964 vond de registratie van de partij plaats en werd de DAL opgenomen in het kiesregister.
Tijdens de presidentsverkiezingen van 1964 ondersteunde de partij de kandidatuur van christendemocraat Eduardo Frei Montalva. Bij de parlementsverkiezingen van 1965 verkreeg de partij 22.554 stemmen, onvoldoende voor een zetel in het Nationaal Congres van Chili.
Op 25 juni 1965 stuurde Jaime Castillo Velasco, de partijvoorzitter van de Partido Demócrata Cristiano (Christendemocratische Partij) de partijleiding van de Democracia Agrario Laborista een verzoek om toe te treden tot de PDC en vervolgens gezamenlijk vorm te geven aan de "Revolución en libertad" ("Revolutie in Vrijheid"). De partijleiding aanvaardde de uitnodiging en vijf dagen later gingen de leden van de DAL op in de PDC. Democracia Agrario Laborista werd in juli 1965 formeel ontbonden.

## Verkiezingsresultaten
| Jaar | Aantal afgevaardigden (totaal aantal zetels tussen haakjes) | Aantal senatoren (totaal aantal zetels tussen haakjes) |
| ---- | ----------------------------------------------------------- | ------------------------------------------------------ |
| 1965 | 0 (147)                                                     | 0 (45)                                                 |